# Hanns Ander-Donath
Hanns Ander-Donath (* 4. Mai 1898 in Burxdorf; † 27. Oktober 1964 in Ronneburg) war ein deutscher Organist und der letzte Organist an der Frauenkirche in Dresden vor ihrer Zerstörung im Zweiten Weltkrieg.

## Ausbildung
Er wurde geboren als Sohn des Gasthofbesitzers Reinhold Ander und dessen Ehefrau Auguste. Nach dem frühen Tod des Vaters vermählte sich die Mutter mit Arthur Donath und die Familie verzog nach Chemnitz. Ander-Donath erlernte früh das Klavierspiel und trat bereits als Vierjähriger das erste Mal öffentlich auf. Von 1913 bis 1916 studierte er in Leipzig am „Königlichen Konservatorium der Hochschule für Musik“. 1923 trat er eine Stelle als Kantor und Organist der St.-Pauli-Kirche in Dresden an.

## Zeit in Dresden
Vom damaligen Aufschwung der Tontechnik wurde er ebenso mitgerissen. Er entwickelte 1923 eine eigene Sendeanlage und erwarb eine Sendelizenz (immerhin im einstelligen Sendenummernbereich). So wurden auf dem ersten öffentlichen Versuchssender Nauen täglich seine einstündigen Programme übertragen. Etwa 1930 begann er eigenes Gerät für Aufnahmen auf Schellackplatten zu konstruieren und zu verbessern. Von den damit angefertigten Aufzeichnungen blieben verschiedene vom Bombenangriff auf Dresden unversehrt, wodurch Aufnahmen der Glocken der Frauen- und Hofkirche, aber auch der Silbermannorgel der Sophienkirche überdauerten.
1932 verstarb seine pflegebedürftige Mutter. Im gleichen Jahr ehelichte er die u. a. zu deren Pflege angestellte Haushälterin Marianne Charlotte Weck.
Zu Rudolf Mauersberger, seinerzeit Kreuzkantor in Dresden, pflegte er eine enge Freundschaft; bei Kreuzchorvespern wirkte er als Cembalist und Organist mit.
Ab etwa 1933 war er neben seinen Verpflichtungen als Dozent am Dresdner Konservatorium tätig. 1936 wurde Ander-Donath in das Amt des Organisten der Frauenkirche Dresden berufen und gestaltete eine Vielzahl von Konzerten sowie die wöchentlichen Orgelvespern, bei denen die 3.000 Personen fassende Kirche fast immer gut besucht war. Von 1938 bis 1942 wurde sein Wirken dort unterbrochen, weil die Frauenkirche und ihre Orgel rekonstruiert wurden. Aus dem Jahr 1944 ist ein einstündiger Orgelkonzert-Mitschnitt überliefert und wurde als CD veröffentlicht. An der Planung der neuen Anlage der Orgel als dreiteiliger Universalorgel mit 85 Registern war Ander-Donath ausschlaggebend beteiligt. In dieser Zeit war er als Organist der Dresdner Sophienkirche tätig.

## Zeit in Leipzig
Nach der Zerstörung der Frauenkirche wechselte Ander-Donath nach Leipzig an die Michaeliskirche.
1946 lernte er seine spätere Frau Elvira geb. Richter kennen, mit der er später drei Kinder hatte. Da er zu diesem Zeitpunkt noch mit seiner ersten Frau Marianne verheiratet war, wurde 1953 von der Kirche ein sogenanntes Zuchtverfahren durchgeführt und Ander-Donath aus dem Kirchendienst entlassen. Ein Jahr darauf wurde ihm mit Entscheidung des Evangelisch-Lutherischen Landeskirchenamtes Sachsen der Zugang zu den Orgeln im gesamten Deutschland verboten, was quasi einem Berufsverbot gleichkam. Auch nach dem Tod seiner ersten Frau und erfolgter Vermählung mit seiner zweiten Frau Elvira 1956 blieb die Kirche hart und ein Gnadenerweis erging nach Fürsprachen erst 1960. So konnte er erst in diesem Jahr eine neue Stelle in Böhlen an der dortigen Donati-Orgel als Kantor antreten und wirkte zudem als Chorleiter in der Gemeinde. 1962 gelang ihm der Wechsel in eine größere Stelle nach Ronneburg/Thüringen, wo er bis zu seinem Tode nach langer schwerer Krankheit 1964 arbeitete. Seinem musikalischen Sinn für Humor folgend, improvisierte Ander-Donath zum Schluss des Gottesdienstes mitunter über bekannte Abkürzungen, so B-A-C-H, Es-E-D oder auch Es-C-H-Eis-Es-Es-E.
Seine besonderen Kenntnisse auf dem Gebiet der Orgeln ließen ihn zudem als Orgelsachverständiger wirken. So begutachtete er etwa 1950/52 die Silbermannorgeln in Fraureuth und Reinhardtsgrimma.
Während seines Schaffens war Ander-Donath besonders der Musik Johann Sebastian Bachs – der übrigens 1736 nach der Orgelweihe bereits an der Frauenkirchen-Orgel spielte – verbunden (die er stets ohne Noten interpretierte), ebenso der von Franz Liszt, Otto Frickhoeffer und insbesondere Max Reger, den er noch persönlich kennenlernen durfte.
Von besonderem historischen Gewicht sind seine Aufnahmen an der Silbermannorgel der Dresdner Frauenkirche von 1944.
Der Nachlass Hanns Ander-Donaths wird in der Sächsischen Landesbibliothek – Staats- und Universitätsbibliothek Dresden aufbewahrt.

## Tonträger
- Hanns Ander-Donath an der Silbermann-Orgel der Frauenkirche Dresden (1944), historische Aufnahmen aus dem Jahr 1944. Kompositionen von Bach, Reger, Frickhoeffer, el-Ton, Dresden 2005, 68 Minuten, Ander-Donath-Edition Nr. 1[3]
- Hanns Ander-Donath: Frauenkirche Dresden. Orgelmusik / Organ Music Volume 1, Kompositionen von Bach, Böhm, Micheelsen und Reger. Analoge Aufnahme aus dem Jahr 1944 (Mono, 61 Minuten), digital remastert, Magna Musik, Ars Vivendi 1994, Nr. 2100223[4]